# فانوس‌ماهی چاق
فانوس‌ماهی چاق (نام علمی: Electrona risso) نام یک گونه از خانواده فانوس‌ماهی است.